# Морозов, Анатолий Алексеевич
Анато́лий Алексе́евич Моро́зов (род. 9 мая 1939, Киев, УССР, СССР) — учёный-кибернетик, доктор технических наук, профессор, действительный член Национальной академии наук Украины (2015), действительный член (академик) Международной академии информатики и Академии технологических наук России, Президент Академии технологических наук Украины, заслуженный деятель науки и техники Украины, создатель и научный руководитель школы «Теория и практика создания интеллектуальных автоматизированных систем поддержки принятия коллективных решений (типа Ситуационный центр)». Автор более 300 научных работ, в том числе 7 монографий, 82 изобретений, ряда статей в отечественных и зарубежных журналах.

## Биография
Анатолий Алексеевич Морозов родился в Киеве 9 мая 1939 года. В 1961 году окончил Киевский политехнический институт, затем в 1972 году — аспирантуру Института кибернетики Академии наук УССР.
С 1961 по 1969 годы Анатолий Алексеевич прошел путь от инженера до главного конструктора проекта Института кибернетики АН УССР. Работал под руководством известного украинского кибернетика — академика В. М. Глушкова, по праву считается его учеником и продолжателем ряда научных направлений.
Одна из первых разработок, которая принесла заслуженное признание А. А. Морозову — автоматизированная система управления предприятием с массовым характером производства «Львов», главным конструктором которой он был. В 1970 году В. М. Глушкову, с коллективом авторов, среди которых был и Анатолий Морозов, за эту разработку присуждена Государственная премия УССР в области науки и техники.
Одна из следующих важных для отечественной науки разработок Анатолия Алексеевича — работа по созданию Центра управления полётами в Подлипках (г. Королев), за которую в 1977 году присуждена Государственная премия СССР (в составе авторского коллектива).
Серьёзных и социально-значимых работ у Анатолия Алексеевича Морозова было немало. Буквально сразу после чернобыльской катастрофы — с 1 мая 1986 года, — Анатолий Алексеевич был в зоне катастрофы. Больше года длилась напряженная работа по ликвидации последствий аварии на ЧАЭС. Именно в то время с помощью Ситуационно-кризисного центра разработки А. А. Морозова и под его непосредственным руководством была создана система оценки безопасности водных ресурсов и определена возможность использования воды в реке Днепр, из которой потребляет воду больше половины населения Украины.
Одна из наиболее известных разработок А. А. Морозова, применяющаяся в настоящее время, — автоматизированная система информационного обеспечения депутатов всех уровней, предназначенных для поддержки принятия решений органами государственной власти «Рада». Таких систем внедрено и работает более двадцати в Советах разных уровней как на Украине, так и за рубежом.
С 1983 года А. А. Морозов — доктор технических наук, с 1986 года — профессор, с 1988 года — член-корреспондент, а с 2015 г. — академик Национальной академии наук Украины.
С 1969 по 1982 год — заведующий отделом, заместитель главного инженера, заместитель директора Специального конструкторского бюро математических машин и систем Института кибернетики АН УССР (СКБ ММС).
С 1983 года — директор СКБ ММС, а с 1992 года до этого времени — директор Института проблем математических машин и систем НАН Украины (ИПММС НАНУ), основанного на базе СКБ ММС по инициативе А. А. Морозова.
В 1991 году Анатолий Алексеевич Морозов стал одним из основателей Академии технологических наук Украины и с этого же года по настоящее время является Президентом Академии.
Под руководством А. А. Морозова защищено 14 докторских и 31 кандидатская диссертация.

## Область научной деятельности
Методы исследования и разработки автоматизированных систем управления различных классов, проблемно-ориентированных комплексов, моделирование, ситуационное управление, ситуационные центры.

## Международное признание
А. А. Морозов известен в России, США, Японии, Германии, Франции, Великобритании, Португалии, Турции и других странах как разработчик автоматизированных систем управления и систем принятия коллективных решений, ситуационных центров различных классов.

## Награды и премии
1970 г. — Государственная премия УССР в области науки и техники. За разработку и внедрение АСУ радиотехническими предприятиями массового производства — системы «Львов».
1973 г. — Республиканская премия ЦК ВЛКСМ Украины имени Н.Островского. За разработку проблемно-ориентированных технических комплексов АСУ и их внедрение в народное хозяйство.
1977 г. — Государственная премия СССР. За создание центра управления космическими полетами.
1981 г. — Премия Совета Министров СССР. За разработку и внедрение в народное хозяйство комплекса программно-технических средств для создания многоуровневых автоматизированных систем сбора, передачи и обработки данных (система БАРС).
1985 г. — Государственная премия СССР. За разработку и внедрение ГВС.
1986 г. — Орден Трудового Красного Знамени. За работу в Чернобыле при ликвидации последствий аварии на ЧАЭС. Медали.
1991 г. — Премия имени С. Лебедева. За разработку теоретических основ и создание цифровых систем управления технологическими процессами.
1991 г. — Заслуженный деятель науки и техники Украины.
1991 г. — Почетная грамота Республики Узбекистан.
1992 г. — Государственная премия УССР. За работу в отрасли приборостроения.
1993 г. — Премия имени В. М. Глушкова. За цикл работ «Методы управления и обработки динамических прикладных систем».
1998 г. — Государственная премия Украины в области науки и техники. За разработку системы информационно-аналитического обеспечения законотворческой и правоприменительной деятельности.
1999 г. — Благодарность Президента Украины и Благодарность Главы Верховной Рады Украины за значительный личный взнос в деле внедрения новейших информационных технологий в законотворческую деятельность парламента.
2002 г. — «Человек года» в номинации «Ученый года».
2006 г. — Почетная грамота Верховной Рады Украины.
2008 г. — Орден «За заслуги» ІІІ степени. За выдающиеся личные заслуги в развитии отечественной науки, укрепление научно-технического потенциала Украинского государства и по случаю 90-летия Национальной академии наук Украины.

## Основные труды
1. Морозов А. А., Ященко В. А. Ситуационные центры. Информационные технологии будущего. — Киев: СП «Интертехнодрук», 2008. — 332 с.
2. Морозов А. А.. Косолапов В. Л. Информационно-аналитические технологии поддержки принятия решений на основе регионального социально-экономического мониторинга. — Киев: Наукова думка, 2002. — 230 с.
3. Морозов А. О., Саєнко Ю.І., Косолапов В. Л. та ін. Соціально-економічні наслідки техногенних катастроф: експертне оцінювання. К.: Стилос, 2000, — 260 с.
4. Морозов А. А., Ященко В. А. Интеллектуализация ЭВМ на базе нового класса нейроподобных растущих сетей. Киев: ГКПП «ТИРАЖ», 1997, — 125 с.
5. Морозов А. А., Вьюн В. И., Кобозев А. А., Паничевская Т. А., Теслер Г. С. Справочник-словарь терминов АСУ.Под. ред. д.т. н. Ю. Е. Антипова, член.-кор. АН УССР А. А. Морозова. — Москва: Радио и связь, 1990,- 128с.
6. Морозов А. А., Кривоносов Ю. А. Мини- и микро-ЭВМ: Справочник. Киев: Выща школа, 1990, — 287 с.
7. Морозов А. А., Свиридов В. В. и др. Технические средства в АСУ. Машиностроение. — Москва, 1985, — 386 с.